# Aulacoserica kulzeri
Aulacoserica kulzeri är en skalbaggsart som beskrevs av Frey 1975. Aulacoserica kulzeri ingår i släktet Aulacoserica och familjen Melolonthidae. Inga underarter finns listade.